# Lepturges subglaber
Lepturges subglaber är en skalbaggsart som beskrevs av Thomas Casey 1913. Lepturges subglaber ingår i släktet Lepturges och familjen långhorningar. Inga underarter finns listade i Catalogue of Life.